# JUNIOR HYPER TAG LEAGUE
JUNIOR HYPER TAG LEAGUE（ジュニア・ハイパー・タッグ・リーグ）は、全日本プロレス主催のジュニアヘビー級選手によるタッグリーグ戦。
2006年から2012年まではジュニアタッグリーグ戦（ジュニアタッグリーグせん）の名称で開催されて2013年より現在の名称に改称された。

## ジュニアタッグリーグ戦

### 2006年
参加チーム数6組
- NOSAWA論外&MAZADA組 勝ち点6※優勝
- 近藤修司&"brother"YASSHI組 勝ち点10
- カズ・ハヤシ&TAKAみちのく組 勝ち点4
- 石森太二&中嶋勝彦組 勝ち点4
- AKIRA&土方隆司組 勝ち点4
- 菊タロー&菊ジロー組 勝ち点2

内容
初めて開催されたジュニアのタッグリーグ戦。
途中でTAKAが負傷欠場するなどのアクシデントに見舞われ、東京愚連隊チームが優勝。

### 2008年
参加チーム数6組
- 土方隆司&中嶋勝彦組 勝ち点6※優勝
- カズ・ハヤシ&エル・サムライ組 勝ち点6
- 近藤修司&シルバー・キング組 勝ち点5
- NOSAWA論外&MAZADA組 勝ち点5
- T28&KUSHIDA組 勝ち点4
- KAI&大和ヒロシ組 勝ち点4

内容
NOSAWA論外の度重なる試合妨害により、カズ・ハヤシが2年ぶりの開催を宣言。
若手4人、シルバー・キング、エル・サムライなど初参加の選手達が大会を大混戦にしたが、土方隆司が所属選手の意地を見せ、初優勝。

### 2009年
参加チーム数6組
- 稔&歳三組 勝ち点6※優勝
- カズ・ハヤシ&近藤修司組 勝ち点6
- NOSAWA論外&MAZADA組 勝ち点5
- 渕正信&エル・サムライ組 勝ち点5
- KAI&大和ヒロシ組 勝ち点4
- ピーティー・ウィリアムズ&フィル・アトラス組 勝ち点4

内容
2月に電撃参戦した稔とVOODOO-MURDERSに寝返った歳三や、以前は留学生だったアトラスがピーティー・ウィリアムズと組んで参戦。満を持して渕も参加した。
優勝は、決勝戦でも反則殺法を駆使した稔&歳三。

### 2010年
参加チーム数5組
- スペル・クレイジー&BUSHI組 勝ち点5※優勝
- 近藤修司&大和ヒロシ組 勝ち点5※準優勝
- カズ・ハヤシ&KAI組 勝ち点4
- NOSAWA論外&MAZADA組 勝ち点2
- 稔&ヘイト組 勝ち点2

内容
カズ・ハヤシ対BUSHIの世界ジュニア王座戦の直後、選手達が次々と従来とは違うタッグでの参戦を表明。
決勝戦では、息のあった連携を見せたクレイジー、BUSHI組が優勝した。

### 2011年
参加チーム数7組
- カズ・ハヤシ&KAI組 9点※優勝
- 金本浩二&稔組 10点※準優勝
- 近藤修司&大和ヒロシ組 7点
- スペル・クレイジー&BUSHI組 6点
- 渕正信&菊地毅組 4点
- 菊タロー&佐藤光留組 4点
- MAZADA&スーパーヘイト組 2点

内容
東北地方太平洋沖地震の直後に行われた。当時新日本プロレス所属の金本、プロレスリング・ノアを離れフリーとなった菊池、パンクラスから参戦した佐藤、約5年ぶりの出場となった菊タローなど、バラエティに富んだ面子となった。
ジュニア・スターズが5勝1敗という好成績を残し勢いを見せる中、僅かな隙を突いてカズ、KAI組が初優勝。

### 2012年
参加チーム数6組
- カズ・ハヤシ&近藤修司組 6点※優勝
- BUSHI&SUSHI組 6点※準優勝
- 金本浩二&田中稔組 5点
- 大和ヒロシ&佐藤光留組 5点
- KAI&Gillette組 4点
- ケニー・オメガ&中澤マイケル組 4点

内容
世界タッグ以外の王座が未だ流出中という事態の中開かれた。DDTプロレスリングのケニー&マイケル、SUSHIという前年以上にエンタメ系レスラーが揃った。
SUSHIが伝家の宝刀TEKKAMAKIで次々と丸め込んでいくが、決勝戦では一度喰らった近藤に破られ、キングコングラリアットを決めてカズ、近藤組が優勝。アジアタッグ王座への挑戦権を獲得した。

## JUNIOR HYPER TAG LEAGUE

### 2013年
参加チーム数6組
- 鈴木鼓太郎&青木篤志組 7点※優勝
- 大和ヒロシ&佐藤光留組 6点※準優勝
- 田中稔&金本浩二組 5点
- カズ・ハヤシ&近藤修司組 4点
- SUSHI&アンディ・ウー組 4点
- 金丸義信&渕正信組 4点